# August Dahl

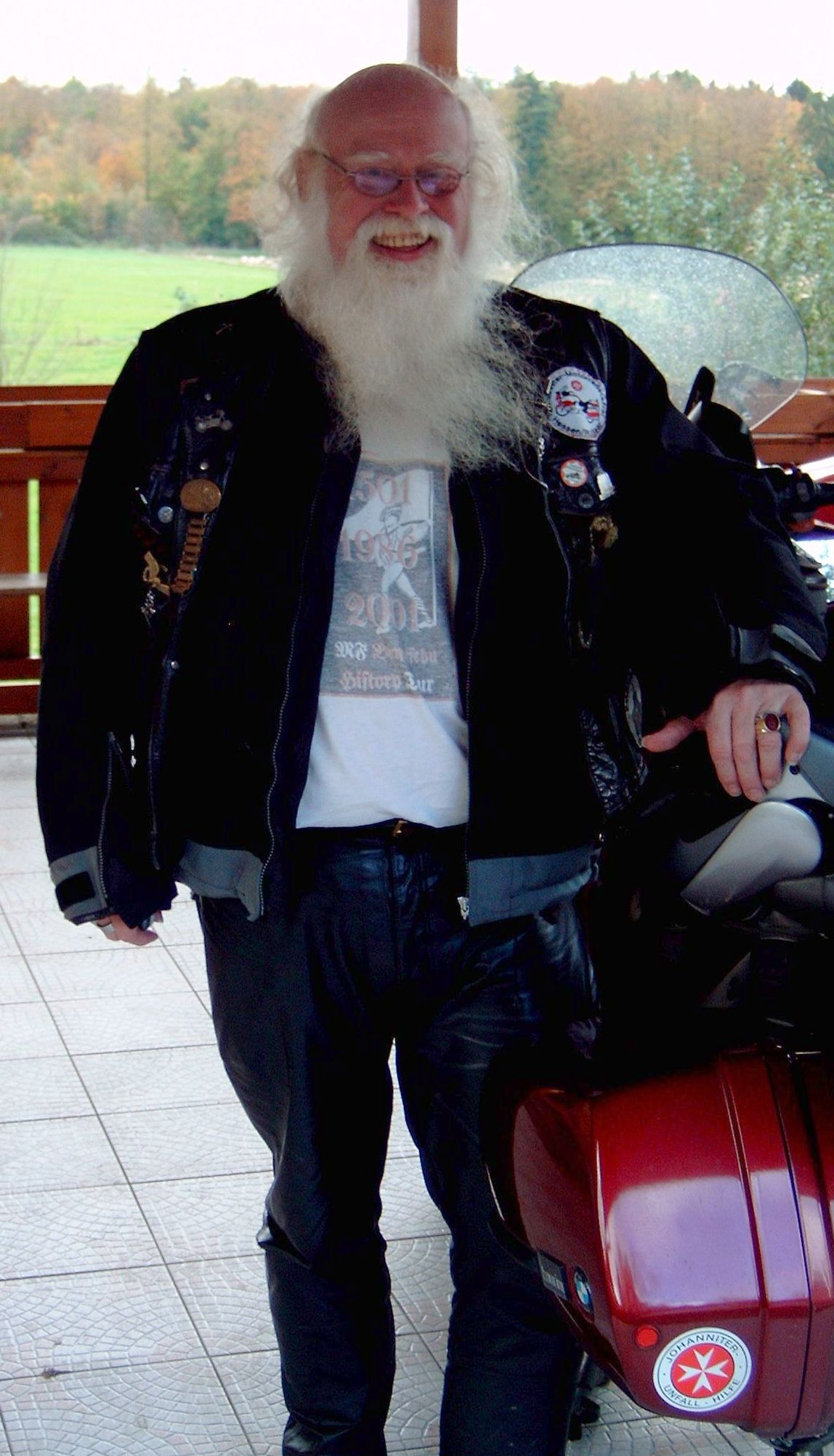
Karl August von Dahl

Karl-August von Dahl  (* 9. November 1942 in Solingen), auch bekannt als August Dahl oder Raketen August, ist ein deutscher evangelischer Pfarrer. Er war in den 1980er Jahren einer der Organisatoren und einer der bedeutendsten Köpfe der Friedensbewegung gegen die Aufstellung von nuklear bestückten Marschflugkörpern (Cruise-Missiles) die im Rahmen des NATO-Doppelbeschlusses im Hunsrück vorgesehen waren.

## Herkunft
Karl-August von Dahl stammt aus einer rheinischen Pfarrerfamilie. Vorfahren waren unter den Namen Dahlius oder Dhalius, von Dahl und Dahl, Pfarrer und Pastoren im Rheinland und auch im Hunsrück.

## Schulbildung und Studium
Karl-August von Dahl besuchte von 1949 bis 1953 die Volksschule in Bacharach und 1953–1962 das Stefan-George-Gymnasium Bingen am Rhein.
Sein Theologiestudium führte ihn von 1962 bis 1968 nach Mainz und Göttingen. Nach dem Ersten Theologischen Examen wurde er auf eigenen Wunsch von der Kirchenleitung 1968/1969 zu einem einjährigen Weiterbildungsstudium an die vom Land Nordrhein-Westfalen getragene Sozialakademie Dortmund, die heute ein Weiterbildungsinstitut der Technischen Universität Dortmund ist, geschickt. Er war dort der einzige Theologe unter Gewerkschaftern, Bergarbeiterführern und Verwaltungsangestellten.

## Berufliche Laufbahn
Karl-August von Dahl begann als Vikar und Hilfsprediger (Pfarrer z. A.) in Essen–Altstadt, im Arbeiterviertel Segeroth des Nordviertels und in Essen-Kray. 1973–1976 war er Pfarrer an der JVA Essen. Von 1976 bis 1999 hatte er die Pfarrstelle der evangelischen Kirchengemeinden Bell und Leideneck inne. Seit seiner Pensionierung lebt Karl-August von Dahl mit seiner Frau in der Nähe ihrer letzten Wirkungsstätte auf dem Rothenbergerhof.

## Familie
Karl-August von Dahl ist verheiratet mit der Pfarrerin Jutta von Dahl, die mit ihm gemeinsam in kirchlicher Arbeit und für die Friedensinitiative tätig war. Für ihr Engagement in der Friedensbewegung bekam Jutta von Dahl 1988 gemeinsam mit Superintendent Werner Sanß den damals erstmals verliehenen Aachener Friedenspreis.

## Ehrenamtliche Tätigkeiten
Von 1981 bis zur Einrichtung der Gymnasialen Oberstufe an der Integrierten Gesamtschule war Karl-August von Dahl zwölf Jahre Vorsitzender der Bürgerinitiative Oberstufe für Kastellaun.
Auch nach seiner Pensionierung ist Karl-August von Dahl weiterhin seelsorgerlich aktiv:
Von 1998 bis 2018 war er Johanniter-Unfall-Hilfe-Landespfarrer für das Rheinische Oberland, die Pfalz und das Saarland. Schwerpunkt seiner Tätigkeit ist die seelsorgerliche Begleitung für Fernfahrer und Biker (Motorradfahrer). Nach berufsbegleitenden Weiterbildungen in Psychologie, Gestalttherapie, Gestalttheoretischer Psychotherapie, Krisenintervention, engagiert er sich in der Notfallseelsorge (SbE), Ehe-, Familien- und Jugend-Lebensberatung sowie Suchtberatung.
Er ist Mitglied der Freiwilligen Feuerwehr Bell, aktiv von 1986 bis 2002, jetzt passiv in der Altersabteilung.
1993 ist er Begründer der Ökumenischen Notfallseelsorge im Hunsrück und war dort ein Jahr der alleinige Ansprechpartner für Polizei, Feuerwehren und Rettungsdienste.
Zudem ist Karl-August von Dahl auch politisch engagiert. Von 1999 bis 2009 gehörte er als Mitglied der Fraktion Pro Rhein-Hunsrück dem Kreistag des Rhein-Hunsrück-Kreises an.
Karl-August von Dahl ist weiterhin aktives Mitglied der Friedensinitiativen Hunsrück-Mosel-Nahe.

## Friedensbewegung
In den 1980er Jahren war von Dahl mit seiner Frau und anderen aktiv an der Spitze der Friedensbewegung gegen die Stationierung von nuklear bestückten Marschflugkörpern in der Raketenbasis Pydna. Von 1976 bis 1984 erteilte er an der Realschule und an der Integrierten Gesamtschule (IGS) Kastellaun evangelischen Religionsunterricht. Am 8. April 1987 brachte ihm eine Verurteilung wegen Nötigung bei einer Sitzblockade vor der Raketenbasis Pydna eine hohe Geldstrafe ein. Zehn Jahre später, 1997, erfolgte die Korrektur des Urteiles und Freispruch durch den BGH.

## Ökumene
Als Pfarrer wirkte er auch im Bereich der Ökumene. Sein langjähriger Weggefährte dabei war der ehemalige katholische Pfarrer von Rheinböllen, Peter Lönarz.

## Ehrungen
- 2001: Feuerwehrehrenzeichen in Bronze (15 Jahre aktiv)
- 29. Januar 2002: Ehrenzeichen der Johanniter-Unfall-Hilfe
- 26. Februar 2002: Verdienstmedaille des Landes Rheinland-Pfalz (verliehen am 28. November 2001)
- 14. September 2009: Staatsmedaille des Landes Rheinland-Pfalz für besondere soziale Verdienste
- 20. Februar 2014: Ehrenzeichen am Bande der Johanniter-Unfall-Hilfe

## Film- und Medienpräsenz
Karl-August von Dahl spielte sich selbst 2004 im Film Heimat 3 – Chronik einer Zeitenwende. 
In der achtteiligen Dokumentarfilm-Reihe Techno House Deutschland (Episode 8) von 2022 kommentiert Karl-August von Dahl gemeinsam mit seiner Ehefrau Jutta von Dahl das Techno-Festival Nature One und wie diese Musikveranstaltung seit 1996 die ehemalige militärische Raketenbasis Pydna im Hunsrück für eine friedliche kulturelle Feierlichkeit umnutzt. An jenem Ort, an dem von Dahl früher mit zahlreichen Mitstreitern Friedensgebete abhielt und demonstrierte.